# Spongia lichenoides
Spongia lichenoides är en svampdjursart som beskrevs av Peter Simon Pallas 1766. Spongia lichenoides ingår i släktet Spongia och familjen Spongiidae.
Artens utbredningsområde är Indiska oceanen. Inga underarter finns listade i Catalogue of Life.